# Charlevoix (Krater)
Koordinaten: 47° 32′ N, 70° 18′ W

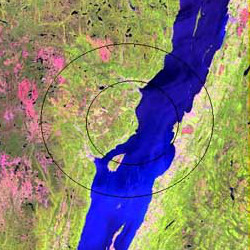
Landsat-Satellitenbild des Charlevoix-Kraters. Der innere Kreis markiert die frühere Schätzung des Kraterdurchmessers; der äußere Kreis gibt die heutige Annahme des ursprünglichen Kraterdurchmessers wieder

Der Charlevoix-Krater ist ein großer erodierter Einschlagkrater in Québec, Kanada. Nur Teile des Kraters sind an der Erdoberfläche zu sehen, der Rest ist vom Sankt-Lorenz-Strom bedeckt. Die Größe des ursprünglichen Kraters wird auf 54 Kilometer Durchmesser geschätzt, sein Alter auf etwa 350 Millionen Jahre. Eingeschlagen ist wahrscheinlich ein Asteroid aus Stein mit einem Durchmesser von mindestens zwei Kilometern und einer Masse von 15 Milliarden Tonnen. Der 768 m hohe Mont des Éboulements, der sich genau im Zentrum des Kraters befindet, wird als Zentralberg des Kraters interpretiert.
Als Einschlagkrater erkannt wurde der Charlevoix-Krater im Jahre 1965, als viele Strahlenkegel in der Umgebung entdeckt wurden.
Heute leben etwa 90 % der Einwohner von Charlevoix innerhalb des Kraters.